# Carrick Mountain
Carrick Mountain är ett berg i republiken Irland.   Det ligger i grevskapet Wicklow och provinsen Leinster, i den östra delen av landet. Toppen på Carrick Mountain är 382 meter över havet. Carrick Mountain ingår i Wicklowbergen.
Närmaste större samhälle är Wicklow, 7,8 km öster om Carrick Mountain. Trakten runt Carrick Mountain består i huvudsak av blandskog.